# China Masters
Das China Masters ist eines der hochrangigsten Badmintonturniere der Welt. Mit der Austragung seit 2005 ist es jedoch ebenfalls eines der jüngsten internationalen Turniere. Es existiert parallel zu den China Open, welche ebenfalls zur BWF Super Series gehören. Mit der Austragung von zwei Topveranstaltungen in der VR China wird der Bedeutung des chinesischen Badmintonsports Rechnung getragen. 2014 verlor das China Masters den Top-Status an die Australian Open und wird fortan als Grand Prix Gold geführt.

## Die Sieger
| Saison    | Herreneinzel      | Dameneinzel       | Herrendoppel                                   | Damendoppel                  | Mixed                      |
| --------- | ----------------- | ----------------- | ---------------------------------------------- | ---------------------------- | -------------------------- |
| 2005      | Lin Dan           | Zhang Ning        | Guo Zhendong Xie Zhongbo                       | Du Jing Yu Yang              | Zhang Jun Gao Ling         |
| 2006      | Chen Jin          | Wang Lin          | Jens Eriksen Martin Lundgaard Hansen           | Gao Ling Huang Sui           | Xie Zhongbo Zhang Yawen    |
| 2007      | Lin Dan           | Xie Xingfang      | Fu Haifeng Cai Yun                             | Liliyana Natsir Vita Marissa | Zheng Bo Gao Ling          |
| 2008      | Sony Dwi Kuncoro  | Zhou Mi           | Markis Kido Hendra Setiawan                    | Cheng Shu Zhao Yunlei        | Xie Zhongbo Zhang Yawen    |
| 2009      | Lin Dan           | Wang Shixian      | Guo Zhendong Xu Chen                           | Du Jing Yu Yang              | Tao Jiaming Wang Xiaoli    |
| 2010      | Lin Dan           | Wang Xin          | Fu Haifeng Cai Yun                             | Wang Xiaoli Yu Yang          | Tao Jiaming Tian Qing      |
| 2011      | Chen Long         | Wang Shixian      | Jung Jae-sung Lee Yong-dae                     | Xia Huan Tang Jinhua         | Xu Chen Ma Jin             |
| 2012      | Chen Long         | Wang Yihan        | Chai Biao Zhang Nan                            | Bao Yixin Zhong Qianxin      | Xu Chen Ma Jin             |
| 2013      | Wang Zhengming    | Liu Xin           | Ko Sung-hyun Lee Yong-dae                      | Wang Xiaoli Yu Yang          | Zhang Nan Zhao Yunlei      |
| 2014      | Lin Dan           | Liu Xin           | Kang Jun Liu Cheng                             | Luo Ying Luo Yu              | Lu Kai Huang Yaqiong       |
| 2015      | Wang Zhengming    | He Bingjiao       | Li Junhui Liu Yuchen                           | Tang Jinhua Zhong Qianxin    | Liu Cheng Bao Yixin        |
| 2016      | Lin Dan           | Li Xuerui         | Lee Yong-dae Yoo Yeon-seong                    | Luo Ying Luo Yu              | Xu Chen Ma Jin             |
| 2017      | Tian Houwei       | Aya Ohori         | Chen Hung-ling Wang Chi-lin                    | Bao Yixin Yu Xiaohan         | Wang Yilu Huang Dongping   |
| 2018      | Kento Momota      | Chen Yufei        | Markus Fernaldi Gideon Kevin Sanjaya Sukamuljo | Lee So-hee Shin Seung-chan   | Zheng Siwei Huang Yaqiong  |
| 2019      | Kento Momota      | Chen Yufei        | Markus Fernaldi Gideon Kevin Sanjaya Sukamuljo | Yuki Fukushima Sayaka Hirota | Wang Yilu Huang Dongping   |
| 2020 2022 | nicht ausgetragen | nicht ausgetragen | nicht ausgetragen                              | nicht ausgetragen            | nicht ausgetragen          |
| 2023      | Kodai Naraoka     | Chen Yufei        | Liang Weikeng Wang Chang                       | Nami Matsuyama Chiharu Shida | Zheng Siwei Huang Yaqiong  |
| 2024      | Anders Antonsen   | An Se-young       | Jin Yong Seo Seung-jae                         | Liu Shengshu Tan Ning        | Feng Yanzhe Huang Dongping |